# Сейм Литовской Республики
Сейм Лито́вской Респу́блики (Се́ймас, лит. Lietuvos Respublikos Seimas) — высший законодательный орган Литвы.

## Руководство

### С 2024 года
- председатель Сейма — Саулюс Сквернялис («Демократический союз „Во имя Литвы“»)
- первый заместитель председателя — Юозас Олекас (Социал-демократическая партия Литвы)
- заместитель председателя — Раса Будбергите (Социал-демократическая партия Литвы)
- заместитель председателя — Оринта Лейпуте?! (Социал-демократическая партия Литвы)
- заместитель председателя — Агне Ширинскене[англ.] («Заря Немана»)
- заместитель председателя — Радвиле Моркунайте-Микуленене («Союз Отечества — Литовские христианские демократы»)
- заместитель председателя — Виктория Чмилите-Нильсен («Движение либералов»)

## Общее описание
Состоит из одной палаты, включающей 141 депутата Сейма, избираемого сроком на четыре года на основе всеобщего, равного, прямого избирательного права при тайном голосовании. Член Сейма может назначаться только Премьер-министром или министром (ч. 2 ст. 60).
Согласно главе V Конституции Литовской Республики, депутатом Сейма может избираться постоянно проживающий в Литве гражданин Литовской Республики, не связанный присягой или обязательством с иностранным государством и достигший на день выборов не менее 25 лет. Депутатом Сейма не может быть избрано лицо, не отбывшее наказание по приговору, назначенному судом, а также лицо, признанное судом недееспособными. Избранный депутат Сейма приобретает все права представителя народа после принесения им в Сейме присяги на верность Литовской Республике. Сейм ежегодно собирается на две очередные — весеннюю и осеннюю — сессии.
- Весенняя сессия начинается 10 марта и заканчивается 30 июня.
- Осенняя сессия начинается 10 сентября и закачивается 23 декабря.
- Внеочередная сессия может быть созвана Председателем Сейма по предложению не менее трети от общего числа членов парламента или Президентом в предусмотренных Конституцией случаях.

Заседания Сейма ведет Председатель Сейма или его заместитель.
Первое после выборов заседание Сейма открывает старейший по возрасту член Сейма. Структура и порядок работы Сейма устанавливаются статутом Сейма, имеющим силу закона.

## Полномочия Сейма
- обсуждает и принимает поправки к Конституции;
- издаёт законы (принятые Сеймом законы вступают в силу после их подписания и официального обнародования Президентом Литовской Республики);
- принимает постановления относительно референдумов;
- назначает выборы Президента Литовской Республики;
- учреждает предусмотренные законом государственные институты, а также назначает и освобождает их руководителей;
- одобряет или не одобряет кандидатуру Премьер-министра, представляемую Президентом Республики;
- рассматривает представленную Премьер-министром программу Правительства и принимает решение относительно её одобрения;
- по предложению Правительства образует или упраздняет министерства Литовской Республики;
- осуществляет контроль за деятельностью Правительства, может выражать недоверие Премьер-министру или министру;
- назначает судей Конституционного Суда, судей Верховного Суда, а также председателей этих судов;
- назначает и освобождает государственного контролёра, председателя правления Банка Литвы;
- назначает выборы Советов самоуправлений;
- образует Главную избирательную комиссию и вносит изменения в её состав;
- утверждает государственный бюджет и осуществляет контроль за его исполнением;
- устанавливает государственные налоги и другие обязательные платежи;
- ратифицирует и денонсирует международные договоры Литовской Республики, рассматривает другие вопросы внешней политики;
- устанавливает административное деление Республики;
- учреждает государственные награды Литовской Республики;
- издаёт акты об амнистии;
- вводит прямое правление, военное и чрезвычайное положение, объявляет мобилизацию и принимает решение об использовании вооруженных сил.

## История
24 февраля 1990 года в Литовской ССР состоялись парламентские выборы; избранный Верховный Совет (141 член) провозгласил 11 марта 1990 года восстановление независимой Литовской Республики и переименован в Сейм 7 июля 1992 года. В литовской историографии за ним закрепилось название «Восстановительного Сейма». Первые после обретения независимости парламентские выборы состоялись 25 октября и 15 ноября 1992 года. Второй Сейм действовал в 1996—2000 годах. В парламенте, избранном в 2000 году, 51 место имела Социал-демократическая коалиция (СДК), 25 — Новый союз (социал-либералы), 24 — Союз либералов.

### Сейм 2004—2008 годов
Следующий парламент был сформирован после выборов 10—24 октября 2004 года:
- Партия труда (лит. Darbo partija) — 39 мандатов (27, 7 %)
- Коалиция Социал-демократической партии Альгирдаса Бразаускаса и партии «Новый союз (социал-либералы)» Артурас Паулаускаса (лит. A. Brazausko ir A. Paulausko koalicija «Už darbą Lietuvai») — 31 место (22 %; 20 мест и 11 мест соответственно)
- «Союз отечества» (консерваторы, лит. Tėvynės Sąjunga) — 25 мест (17, 7 %)
- Союз либералов и центра (лит. Liberalcentristų sąjunga) — 18 мест (12, 8 %)
- Коалиция Роландаса Паксаса «За порядок и справедливость» (лит. Rolando Pakso koalicija «Už tvarką ir teisingumą») — 11 мест (7, 8 %)
- Союз крестьян и новой демократии (лит. Valstiečių ir Naujosios demokratijos partijų sąjunga) Казимеры Прунскене) — 10 мест (7, 1 %)
- Избирательная акция поляков Литвы (лит. Lenkų rinkiminė akcija) — 2 места
- Независимые — 5 мест.

10 ноября 2004 года четырёхпартийная коалиция Литвы закончила переговоры о распределении портфелей в будущем правительстве. Действующая правящая коалиция Социал-демократической партии (СДП) и Нового союза получили пост премьер-министра и семь из 13 портфелей, а также пост председателя сейма, Трудовая партия (ТП) и Союз крестьян и новой демократии (СКНД) — 6 портфелей. Представители СДП возглавили министерства обороны, сообщений, финансов, охраны окружающей среды и просвещения, а Нового союза — МИД и социального обеспечения. В ведении ТП были министерство хозяйства, МВД, министерство юстиции, здравоохранения и культуры, в ведении СКНД — министерство сельского хозяйства.
15 ноября 2004 года на первом заседании сейма девятого созыва на должность спикера парламента переизбран Артурас Паулаускас.
25 ноября 2004 года сейм Литвы одобрил кандидатуру Альгирдаса Бразаускаса на пост премьер-министра.
В апреле 2006 года парламент большинством голосов (94 «за», 11 «против») отстранил Паулаускаса от должности председателя Сейма в связи со скандальными фактами злоупотреблений в канцелярии Сейма. Новым председателем парламента избран заместитель председателя Трудовой партии Викторас Мунтянас. Участие в смещение Паулаускаса членов партий, входящих вместе с его партией Новый Союз (социал-либералы) в четырёхпартийную правящую коалицию, привело к выходу из коалиции социал-либералов и перестановкам в правительстве.

### Сейм 2008—2012 годов
По результатам выборов 12 и 26 октября 2008 года, утверждённых 2 ноября, большинство мест получила коалиция консерваторов и христианских демократов:
- Союз Отечества — Литовские христианские демократы — 45 мандатов
- Социал-демократическая партия Литвы — 25 мандатов
- Партия национального возрождения — 16
- Порядок и справедливость — 15 мандатов
- Движение либералов Литвы — 11
- Коалиция Трудовой партии и молодежи — 10 мандатов
- Союз либералов и центра — 8 мандатов
- Избирательная акция поляков Литвы — 3 мандата
- Союз крестьян-народников Литвы — 3 мандата
- Новый союз (социал-либералы) — 1 мандат
- Независимые депутаты — 4 мандата.

После двух голосований председателем 17 ноября 2008 года был избран Арунас Валинскас, лидер Партии национального возрождения, а 17 сентября 2009 года — Ирена Дегутене, член правящей объединённой партии консерваторов «Союз Отечества» — Христианские демократы.

### Сейм 2016—2020 годов
По результатам выборов 9 и 23 октября 2016 года, большинство мест получили аграрии:
- Союз крестьян и зелёных Литвы — 54 мандата
- Союз Отечества — Литовские христианские демократы — 31 мандат
- СДПЛ — 17 мандатов
- Движение либералов Литвы — 14 мандатов
- Избирательная акция поляков Литвы — Союз христианских семей — 8 мандатов
- Порядок и справедливость — 8 мандатов
- независимые кандидаты — 4 мандата
- Партия труда — 2 мандата
- Антикоррупционная коалиция Н. Путейкиса и К. Кривицкаса (Lietuvos centro partija, Lietuvos pensininkų partija) — 1 мандат
- Зелёная партия — 1 мандат
- Литовский список — 1 мандат

Председателем 14 ноября 2016 года был избран Викторас Пранцкетис, заместитель председателя Союза крестьян и зелёных. За его кандидиатуру проголосовало 93 депутата, за кандидатуру Эугениюса Гентвиласа — 36 депутатов.

## Представленность национальных меньшинств
Выборы 1990 года проводились по мажоритарной системе при 141 небольшом одномандатном избирательном округе (ок. 17, 5 тыс. избирателей в каждом), что обеспечивало успех представителям компактно проживающих этнических меньшинств. Благодаря этому в Верховном Совете («Восстановительном Сейме») было 14 % депутатов нелитовской национальности (1 еврей, 8 поляков, 10 русских). При этом нелитовцы, за исключением нескольких поляков — представителей Союза поляков Литвы (впоследствии с 1992 Избирательная акция Союза поляков Литвы, с 1994 партия Избирательная акция поляков Литвы), проходили в парламент как кандидаты крупнейших партий, прежде всего консерваторов, Демократической партии труда Литвы и социал-демократов. На количество представителей этнических меньшинств во втором Сейме (1992—1996) повлияли, с одной стороны, смена мажоритарной системы на смешанную, реорганизация избирательных округов, с другой — предоставление права участия в выборах как политическим партиям, так и общественным организациям, и установление положительно дискриминирующего барьера в 2 % для организаций и партий этнических меньшинств при 4 % для других партий и организаций. В итоге во втором Сейме оказалось 7 % представителей национальных меньшинств (1 еврей, 3 русских, 6 поляков, из них 4 от Избирательной акции поляков Литвы). Поправки к Закону о выборах в Сейм 1996 уравняли избирательный барьер для всех политических организаций в 4 % (с 1997 общественные организации не могут участвовать в выборах). В третьем Сейме (1996—2000) представители национальных меньшинств составили 5 % (1 еврей, 2 русских, 3 поляка, из них 2 от Избирательной акции поляков Литвы). В четвёртом Сейме (2000—2004) представители национальных меньшинств составили 11 % (8 русских, 6 поляков, из них 2 от Избирательной акции поляков Литвы); при этом 3 места получили кандидаты Союза русских Литвы благодаря участию в Социал-демократической коалиции.
В состав Сейма сформированного в 2004 году от партий, образованных по этническому принципу, прошли кандидаты лишь Избирательной акции поляков Литвы (Леокадия Почиковская, Вальдемар Томашевский), носящей отчётливые черты региональной партии. Белорус Владимирас Прудниковас, русский Владимир Орехов, Виктор Успасских (в июне 2005 отказался от места в парламенте и поста министра хозяйства), русский Вячеслав Шкиль избраны как кандидаты Трудовой партии, белорус Вацлав Станкевич — как кандидат Коалиции А. Бразаускаса и А. Паулаускаса, еврей Эмануэлис Зингерис — как кандидат «Союза отечества» (учитывается лишь национальность, указанная в официальной анкете кандидата).

## Здания Сейма
Ныне Сейм занимает комплекс из четырёх зданий. Первое здание общей площадью 9717,37 м² было построено на месте существовавшего с 1950 года стадиона по проекту архитекторов Альгимантаса и Витаутаса Насвитисов в 1976—1980. Оно предназначалось для Верховного Совета Литовской ССР.
В те же годы по соседству были сооружены два административных здания. Ближе к берегу реки Нерис — здание для министерства финансов (архитектор А. Гудайтис; ныне второе здание Сейма). Рядом с Республиканской библиотекой (ныне Литовская национальная библиотека имени Мартинаса Мажвидаса) — здание для Центрального совета профсоюзов (архитектор Ч. Мазурас; ныне третье здание Сейма).
С восстановлением независимости Литвы для постоянно действующего парламента понадобились дополнительные площади. Три здания были соединены в один комплекс. В первом здании располагаются кабинеты членов Сейма и их помощников, зал пленарных заседаний площадью 673,52 м², помещения для конференций и совещаний на втором этаже Белый зал и Зеркальный зал, на третьем этаже — Зал Конституции. На нижнем этаже располагается столовая Сейма. В западном крыле здания в 1993—1997 временно располагалась резиденция президента до переезда в реставрировавшийся Президентский дворец.
Во втором здании площадью 4390,26 м² размещены Канцелярия Сейма, зал пресс-конференций, комнаты для журналистов, кафе. В третьем здании площадью 8623,94 м² размещены помещения для комитетов Сейма, технических служб, издательство, публикующее законодательные и подзаконные акты «Valstybės žinios» (Государственные новости), ресторан Сейма.
10 сентября 2007 года осенняя сессия Сейма началась в новом зале пленарных заседаний (руководитель проекта архитектор Альгимантас Насвитис), пристроенном к сложившемуся комплексу зданий Сейма.